# Dolce vita (Det ljuva livet)
"Dolce vita (Det ljuva livet)" är en låt av det svenska bandet Noice. Låten ingår som sista spår på albumet Det ljuva livet och släpptes i november 1981. Den släpptes även som singel 1981 med B-sidan  "Romans för timmen". Låttexten skrevs av basisten Peo Thyrén och musiken skrevs av sångaren/gitarristen Hasse Carlsson.
En live-version av låten finns med på albumet Live på Ritz och låten finns även med på samlingsalbumen H.I.T.S., Flashback Number 12 och 17 klassiker. När Noice återförenades spelade de in den igen till albumet Vild, vild värld, som släpptes 1995.
Originalversionen av "Dolce vita (Det ljuva livet)" låg på Svensktoppen i tre veckor under perioden 24 januari–7 februari 1982, med niondeplatsen den första veckan som högsta placering där.

## Musiker
- Hasse Carlsson – sång, gitarr
- Peo Thyrén – elbas
- Freddie Hansson – klaviatur
- Fredrik von Gerber – trummor